# Lepidodexia rubriventris
Lepidodexia rubriventris är en tvåvingeart som först beskrevs av Macquart 1851.  Lepidodexia rubriventris ingår i släktet Lepidodexia och familjen köttflugor. Inga underarter finns listade i Catalogue of Life.